# 욕망 (1966년 영화)
《욕망》(영어: Blow-up, 혹은 영어: Blowup으로 표현)은 1966년 개봉한 영국, 이탈리아의 심리 미스터리 영화이다. 미켈란젤로 안토니오니 감독의 첫 번째 영어 영화 작품이다. 1967년 제20회 칸 영화제 황금종려상 수상작이다. 제39회 아카데미상에서 감독상과 각본상 후보에 올랐다. 1960년대 당시 관점으로 상당히 파격적이면서 선정적인 장면을 실은 영화로, 이후 헤이스 코드 폐지에 영향을 끼친 작품 중 하나이다.

## 줄거리
사진 작가 토머스는 공원에서 몰래 한 연인의 사진을 찍는다. 여성 쪽인 제인이 화를 내며 필름을 요구하자 토머스는 이를 거부하며 계속 사진을 찍고, 제인은 도망쳐 버린다. 제인이 급기야 스튜디오까지 찾아와 필름을 요구하자 토머스는 일부러 전혀 다른 필름 롤을 건넨다.
필름에서 확대 사진(blow-up)을 뽑아낸 토머스는 사진 안에서 제인이 피스톨을 들고 잠복 중이던 어느 남성을 두려워 하고 있던 것을 포착한다. 후에 확대 사진 속에서 관목 밑 시체를 발견한 토머스는 피스톨을 들고 있던 사내가 죽인 것으로 추측하고 사진기 없이 다시 공원을 찾는다. 토머스는 시체를 찾아내지만 가지 부러지는 소리가 들리자 겁을 먹고 도망친다.
스튜디오로 돌아온 토머스는 네거티브와 현상 사진들을 누군가 모두 훔쳐 갔으며 선명도가 극심히 떨어지는 시체 확대 사진 한 장만이 남아 있는 것을 발견한다. 다시 홀로 공원에 간 토머스는 시체가 사라져 있는 것을 확인한다.

## 출연진
- 데이비드 헤밍스 - 토머스 역
- 버네사 레드그레이브 - 제인 역
- 세라 마일스 - 퍼트리샤 역
- 존 캐슬 - 빌 역
- 제인 버킨 - 금발 머리 여자 역
- 질리언 힐스 - 갈색 머리 여자 역
- 피터 볼스 - 론 역
- 페루슈카 폰렌도르프 - 본인 역
- 줄리언 섀그린, 클로드 섀그린 - 무언극 공연가 역
- 야드버즈 - 본인 역 (크레디트 미기재)
- 훌리오 코르타사르 - 노숙자 역 (크레디트 미기재)
- 차이 친 - 토머스의 접수 담당자 역 (크레디트 미기재)
- 수전 브로드릭 - 골동품점 주인 역 (크레디트 미기재)

## 기타 제작진
- 의상: 조슬린 리카즈